# بري خان
بري خان هي قرية في مقاطعة مشكين شهر، إيران. عدد سكان هذه القرية هو 3,527 في سنة 2006.